# Cseh fejedelmek és királyok családfája
Az alábbi családfa a Cseh Fejedelemség és a Cseh Királyság uralkodóinak a leszármazását mutatja be, 872-től 1471-ig. Az első cseh fejedelem, I. Bořivoj —  feltehetően — 872-ben kezdte meg az uralkodását. A családfában 1471 a záróidőpont. A Cseh Királyságnak a jelen családfában fel nem tüntetett (későbbi) uralkodóiróé lásd a Hunyadi-család, a Jagelló-ház, a Habsburg-ház, és a Wittelsbach-ház családfáját. Elsősorban a kezdeti időszak évszámai bizonytalanok; ezeknél és az uralkodók számozásánál is a vonatkozó cseh weblapot tekintettük irányadónak, lásd:. Azok a személyek, akiknél nincs utalás a családi névre vagy a származási helyre, valamennyien a Přemysl-ház tagjai voltak. A fejedelem és a király (királyné) cím értelemszerűen a cseh uralkodót (és házastársát) jelöli; ha a cseh uralkodó más országok uralkodója is volt, erre külön utalunk a családfában.

## A családfa
| | | | | I. Bořivoj 852/855 – 888/889?, fejedelem: 872?-883?, és 885?-889?                                                                       | |                                                                                  |                                                                                  | | | | | | |                                                              |                                                              | | | | | | |                                                    |                                                    | | | | | | |                                                                        |                                                                        | | | | | | |                                                  |                                                  |                                                                 |                                                                 |                                                                 |                                                                 |                                                                 |                                                                 |  |  |                                                        |                                                        |                                                        |                                                        |                                                        |                                                        |  |  |                                                    |                                                    |                                                    |                                                    |                                                    |                                                    |  |  |  |  |  |  |  |  |  |  |  |  |  |  |  |  |  |  |  |  |  |  |  |  |  |  |  |  |  |  |  |  |  |  |
| | | | | | |                                                                                  |                                                                                  | | | | | | |                                                              |                                                              | | | | | | |                                                    |                                                    | | | | | | |                                                                        |                                                                        | | | | | | |                                                  |                                                  |                                                                 |                                                                 |                                                                 |                                                                 |                                                                 |                                                                 |  |  |                                                        |                                                        |                                                        |                                                        |                                                        |                                                        |  |  |                                                    |                                                    |                                                    |                                                    |                                                    |                                                    |  |  |  |  |  |  |  |  |  |  |  |  |  |  |  |  |  |  |  |  |  |  |  |  |  |  |  |  |  |  |  |  |  |  |
| | | | | | |                                                                                  |                                                                                  | | | | | | |                                                              |                                                              | | | | | | |                                                    |                                                    | | | | | | |                                                                        |                                                                        | | | | | | |                                                  |                                                  |                                                                 |                                                                 |                                                                 |                                                                 |                                                                 |                                                                 |  |  |                                                        |                                                        |                                                        |                                                        |                                                        |                                                        |  |  |                                                    |                                                    |                                                    |                                                    |                                                    |                                                    |  |  |  |  |  |  |  |  |  |  |  |  |  |  |  |  |  |  |  |  |  |  |  |  |  |  |  |  |  |  |  |  |  |  |
| I. Spitihnyev 875 körül – 915, fejedelem: 894-915.                                                                                      | I. Spitihnyev 875 körül – 915, fejedelem: 894-915.                                                                                      | I. Spitihnyev 875 körül – 915, fejedelem: 894-915.                                                                                      | I. Spitihnyev 875 körül – 915, fejedelem: 894-915.                                                                                      | I. Spitihnyev 875 körül – 915, fejedelem: 894-915.                                                                                      | I. Spitihnyev 875 körül – 915, fejedelem: 894-915.                                                                                      |                                                                                  |                                                                                  | I. Vratiszláv 885 körül – 921, fejedelem: 915-921                                                               | I. Vratiszláv 885 körül – 921, fejedelem: 915-921                                                               | I. Vratiszláv 885 körül – 921, fejedelem: 915-921                                                               | I. Vratiszláv 885 körül – 921, fejedelem: 915-921                                                               | I. Vratiszláv 885 körül – 921, fejedelem: 915-921                                                               | I. Vratiszláv 885 körül – 921, fejedelem: 915-921                                                               |                                                              |                                                              | | | | | | |                                                    |                                                    | | | | | | |                                                                        |                                                                        | | | | | | |                                                  |                                                  |                                                                 |                                                                 |                                                                 |                                                                 |                                                                 |                                                                 |  |  |                                                        |                                                        |                                                        |                                                        |                                                        |                                                        |  |  |                                                    |                                                    |                                                    |                                                    |                                                    |                                                    |  |  |  |  |  |  |  |  |  |  |  |  |  |  |  |  |  |  |  |  |  |  |  |  |  |  |  |  |  |  |  |  |  |  |
| I. Spitihnyev 875 körül – 915, fejedelem: 894-915.                                                                                      | I. Spitihnyev 875 körül – 915, fejedelem: 894-915.                                                                                      | I. Spitihnyev 875 körül – 915, fejedelem: 894-915.                                                                                      | I. Spitihnyev 875 körül – 915, fejedelem: 894-915.                                                                                      | I. Spitihnyev 875 körül – 915, fejedelem: 894-915.                                                                                      | I. Spitihnyev 875 körül – 915, fejedelem: 894-915.                                                                                      |                                                                                  |                                                                                  | I. Vratiszláv 885 körül – 921, fejedelem: 915-921                                                               | I. Vratiszláv 885 körül – 921, fejedelem: 915-921                                                               | I. Vratiszláv 885 körül – 921, fejedelem: 915-921                                                               | I. Vratiszláv 885 körül – 921, fejedelem: 915-921                                                               | I. Vratiszláv 885 körül – 921, fejedelem: 915-921                                                               | I. Vratiszláv 885 körül – 921, fejedelem: 915-921                                                               |                                                              |                                                              | | | | | | |                                                    |                                                    | | | | | | |                                                                        |                                                                        | | | | | | |                                                  |                                                  |                                                                 |                                                                 |                                                                 |                                                                 |                                                                 |                                                                 |  |  |                                                        |                                                        |                                                        |                                                        |                                                        |                                                        |  |  |                                                    |                                                    |                                                    |                                                    |                                                    |                                                    |  |  |  |  |  |  |  |  |  |  |  |  |  |  |  |  |  |  |  |  |  |  |  |  |  |  |  |  |  |  |  |  |  |  |
| | | | | | |                                                                                  |                                                                                  | | | | | | |                                                              |                                                              | | | | | | |                                                    |                                                    | | | | | | |                                                                        |                                                                        | | | | | | |                                                  |                                                  |                                                                 |                                                                 |                                                                 |                                                                 |                                                                 |                                                                 |  |  |                                                        |                                                        |                                                        |                                                        |                                                        |                                                        |  |  |                                                    |                                                    |                                                    |                                                    |                                                    |                                                    |  |  |  |  |  |  |  |  |  |  |  |  |  |  |  |  |  |  |  |  |  |  |  |  |  |  |  |  |  |  |  |  |  |  |
| | | | | I. (Szent) Vencel 907 körül – 935, fejedelem: 921-935, Csehország fővédőszentje.                                                        | I. (Szent) Vencel 907 körül – 935, fejedelem: 921-935, Csehország fővédőszentje.                                                        | I. (Szent) Vencel 907 körül – 935, fejedelem: 921-935, Csehország fővédőszentje. | I. (Szent) Vencel 907 körül – 935, fejedelem: 921-935, Csehország fővédőszentje. | I. (Szent) Vencel 907 körül – 935, fejedelem: 921-935, Csehország fővédőszentje.                                | I. (Szent) Vencel 907 körül – 935, fejedelem: 921-935, Csehország fővédőszentje.                                | | | I. (Kegyetlen) Boleszláv 915 körül – 972, fejedelem: 935-972                                                    | I. (Kegyetlen) Boleszláv 915 körül – 972, fejedelem: 935-972                                                    | I. (Kegyetlen) Boleszláv 915 körül – 972, fejedelem: 935-972 | I. (Kegyetlen) Boleszláv 915 körül – 972, fejedelem: 935-972 | I. (Kegyetlen) Boleszláv 915 körül – 972, fejedelem: 935-972 | I. (Kegyetlen) Boleszláv 915 körül – 972, fejedelem: 935-972 | | | | |                                                    |                                                    | | | | | | |                                                                        |                                                                        | | | | | | |                                                  |                                                  |                                                                 |                                                                 |                                                                 |                                                                 |                                                                 |                                                                 |  |  |                                                        |                                                        |                                                        |                                                        |                                                        |                                                        |  |  |                                                    |                                                    |                                                    |                                                    |                                                    |                                                    |  |  |  |  |  |  |  |  |  |  |  |  |  |  |  |  |  |  |  |  |  |  |  |  |  |  |  |  |  |  |  |  |  |  |
| | | | | I. (Szent) Vencel 907 körül – 935, fejedelem: 921-935, Csehország fővédőszentje.                                                        | I. (Szent) Vencel 907 körül – 935, fejedelem: 921-935, Csehország fővédőszentje.                                                        | I. (Szent) Vencel 907 körül – 935, fejedelem: 921-935, Csehország fővédőszentje. | I. (Szent) Vencel 907 körül – 935, fejedelem: 921-935, Csehország fővédőszentje. | I. (Szent) Vencel 907 körül – 935, fejedelem: 921-935, Csehország fővédőszentje.                                | I. (Szent) Vencel 907 körül – 935, fejedelem: 921-935, Csehország fővédőszentje.                                | | | I. (Kegyetlen) Boleszláv 915 körül – 972, fejedelem: 935-972                                                    | I. (Kegyetlen) Boleszláv 915 körül – 972, fejedelem: 935-972                                                    | I. (Kegyetlen) Boleszláv 915 körül – 972, fejedelem: 935-972 | I. (Kegyetlen) Boleszláv 915 körül – 972, fejedelem: 935-972 | I. (Kegyetlen) Boleszláv 915 körül – 972, fejedelem: 935-972 | I. (Kegyetlen) Boleszláv 915 körül – 972, fejedelem: 935-972 | | | | |                                                    |                                                    | | | | | | |                                                                        |                                                                        | | | | | | |                                                  |                                                  |                                                                 |                                                                 |                                                                 |                                                                 |                                                                 |                                                                 |  |  |                                                        |                                                        |                                                        |                                                        |                                                        |                                                        |  |  |                                                    |                                                    |                                                    |                                                    |                                                    |                                                    |  |  |  |  |  |  |  |  |  |  |  |  |  |  |  |  |  |  |  |  |  |  |  |  |  |  |  |  |  |  |  |  |  |  |
| | | | | | |                                                                                  |                                                                                  | | | | | | |                                                              |                                                              | | | | | | |                                                    |                                                    | | | | | | |                                                                        |                                                                        | | | | | | |                                                  |                                                  |                                                                 |                                                                 |                                                                 |                                                                 |                                                                 |                                                                 |  |  |                                                        |                                                        |                                                        |                                                        |                                                        |                                                        |  |  |                                                    |                                                    |                                                    |                                                    |                                                    |                                                    |  |  |  |  |  |  |  |  |  |  |  |  |  |  |  |  |  |  |  |  |  |  |  |  |  |  |  |  |  |  |  |  |  |  |
| | | | | | |                                                                                  |                                                                                  | II. (Jámbor) Boleszláv 935 körül – 999, fejedelem: 972-999                                                      | II. (Jámbor) Boleszláv 935 körül – 999, fejedelem: 972-999                                                      | II. (Jámbor) Boleszláv 935 körül – 999, fejedelem: 972-999                                                      | II. (Jámbor) Boleszláv 935 körül – 999, fejedelem: 972-999                                                      | II. (Jámbor) Boleszláv 935 körül – 999, fejedelem: 972-999                                                      | II. (Jámbor) Boleszláv 935 körül – 999, fejedelem: 972-999                                                      |                                                              |                                                              | | | | | Doubravka 933/936 - 977, hercegnő | Doubravka 933/936 - 977, hercegnő | Doubravka 933/936 - 977, hercegnő                  | Doubravka 933/936 - 977, hercegnő                  | Doubravka 933/936 - 977, hercegnő | Doubravka 933/936 - 977, hercegnő | | | I. Mieszko 935 körül – 992, lengyel nagyfejedelem: 962-992 (Piast-ház) | I. Mieszko 935 körül – 992, lengyel nagyfejedelem: 962-992 (Piast-ház) | I. Mieszko 935 körül – 992, lengyel nagyfejedelem: 962-992 (Piast-ház) | I. Mieszko 935 körül – 992, lengyel nagyfejedelem: 962-992 (Piast-ház) | I. Mieszko 935 körül – 992, lengyel nagyfejedelem: 962-992 (Piast-ház) | I. Mieszko 935 körül – 992, lengyel nagyfejedelem: 962-992 (Piast-ház) | | | | |                                                  |                                                  |                                                                 |                                                                 |                                                                 |                                                                 |                                                                 |                                                                 |  |  |                                                        |                                                        |                                                        |                                                        |                                                        |                                                        |  |  |                                                    |                                                    |                                                    |                                                    |                                                    |                                                    |  |  |  |  |  |  |  |  |  |  |  |  |  |  |  |  |  |  |  |  |  |  |  |  |  |  |  |  |  |  |  |  |  |  |
| | | | | | |                                                                                  |                                                                                  | II. (Jámbor) Boleszláv 935 körül – 999, fejedelem: 972-999                                                      | II. (Jámbor) Boleszláv 935 körül – 999, fejedelem: 972-999                                                      | II. (Jámbor) Boleszláv 935 körül – 999, fejedelem: 972-999                                                      | II. (Jámbor) Boleszláv 935 körül – 999, fejedelem: 972-999                                                      | II. (Jámbor) Boleszláv 935 körül – 999, fejedelem: 972-999                                                      | II. (Jámbor) Boleszláv 935 körül – 999, fejedelem: 972-999                                                      |                                                              |                                                              | | | | | Doubravka 933/936 - 977, hercegnő | Doubravka 933/936 - 977, hercegnő | Doubravka 933/936 - 977, hercegnő                  | Doubravka 933/936 - 977, hercegnő                  | Doubravka 933/936 - 977, hercegnő | Doubravka 933/936 - 977, hercegnő | | | I. Mieszko 935 körül – 992, lengyel nagyfejedelem: 962-992 (Piast-ház) | I. Mieszko 935 körül – 992, lengyel nagyfejedelem: 962-992 (Piast-ház) | I. Mieszko 935 körül – 992, lengyel nagyfejedelem: 962-992 (Piast-ház) | I. Mieszko 935 körül – 992, lengyel nagyfejedelem: 962-992 (Piast-ház) | I. Mieszko 935 körül – 992, lengyel nagyfejedelem: 962-992 (Piast-ház) | I. Mieszko 935 körül – 992, lengyel nagyfejedelem: 962-992 (Piast-ház) | | | | |                                                  |                                                  |                                                                 |                                                                 |                                                                 |                                                                 |                                                                 |                                                                 |  |  |                                                        |                                                        |                                                        |                                                        |                                                        |                                                        |  |  |                                                    |                                                    |                                                    |                                                    |                                                    |                                                    |  |  |  |  |  |  |  |  |  |  |  |  |  |  |  |  |  |  |  |  |  |  |  |  |  |  |  |  |  |  |  |  |  |  |
| | | | | | |                                                                                  |                                                                                  | | | | | | |                                                              |                                                              | | | | | | |                                                    |                                                    | | | | | | |                                                                        |                                                                        | | | | | | |                                                  |                                                  |                                                                 |                                                                 |                                                                 |                                                                 |                                                                 |                                                                 |  |  |                                                        |                                                        |                                                        |                                                        |                                                        |                                                        |  |  |                                                    |                                                    |                                                    |                                                    |                                                    |                                                    |  |  |  |  |  |  |  |  |  |  |  |  |  |  |  |  |  |  |  |  |  |  |  |  |  |  |  |  |  |  |  |  |  |  |
| | | | | | |                                                                                  |                                                                                  | | | | | | |                                                              |                                                              | | | | | | |                                                    |                                                    | | | | | | |                                                                        |                                                                        | | | | | | |                                                  |                                                  |                                                                 |                                                                 |                                                                 |                                                                 |                                                                 |                                                                 |  |  |                                                        |                                                        |                                                        |                                                        |                                                        |                                                        |  |  |                                                    |                                                    |                                                    |                                                    |                                                    |                                                    |  |  |  |  |  |  |  |  |  |  |  |  |  |  |  |  |  |  |  |  |  |  |  |  |  |  |  |  |  |  |  |  |  |  |
| III. (Vörös) Boleszláv 968/971 – 1037/1039, fejedelem: 999-1002 (trónfosztva), 1003 (trónfosztva)                                       | III. (Vörös) Boleszláv 968/971 – 1037/1039, fejedelem: 999-1002 (trónfosztva), 1003 (trónfosztva)                                       | III. (Vörös) Boleszláv 968/971 – 1037/1039, fejedelem: 999-1002 (trónfosztva), 1003 (trónfosztva)                                       | III. (Vörös) Boleszláv 968/971 – 1037/1039, fejedelem: 999-1002 (trónfosztva), 1003 (trónfosztva)                                       | III. (Vörös) Boleszláv 968/971 – 1037/1039, fejedelem: 999-1002 (trónfosztva), 1003 (trónfosztva)                                       | III. (Vörös) Boleszláv 968/971 – 1037/1039, fejedelem: 999-1002 (trónfosztva), 1003 (trónfosztva)                                       |                                                                                  |                                                                                  | Jaromír 975? – 1035, fejedelem: 1003 (trónfosztva), 1004-1012 (trónfosztva), 1033-1034 (trónfosztva), 1034-1035 | Jaromír 975? – 1035, fejedelem: 1003 (trónfosztva), 1004-1012 (trónfosztva), 1033-1034 (trónfosztva), 1034-1035 | Jaromír 975? – 1035, fejedelem: 1003 (trónfosztva), 1004-1012 (trónfosztva), 1033-1034 (trónfosztva), 1034-1035 | Jaromír 975? – 1035, fejedelem: 1003 (trónfosztva), 1004-1012 (trónfosztva), 1033-1034 (trónfosztva), 1034-1035 | Jaromír 975? – 1035, fejedelem: 1003 (trónfosztva), 1004-1012 (trónfosztva), 1033-1034 (trónfosztva), 1034-1035 | Jaromír 975? – 1035, fejedelem: 1003 (trónfosztva), 1004-1012 (trónfosztva), 1033-1034 (trónfosztva), 1034-1035 |                                                              |                                                              | Ulrik 975 – 1034, fejedelem: 1012-1033 (trónfosztva), 1034 (lemondott) | Ulrik 975 – 1034, fejedelem: 1012-1033 (trónfosztva), 1034 (lemondott) | Ulrik 975 – 1034, fejedelem: 1012-1033 (trónfosztva), 1034 (lemondott) | Ulrik 975 – 1034, fejedelem: 1012-1033 (trónfosztva), 1034 (lemondott) | Ulrik 975 – 1034, fejedelem: 1012-1033 (trónfosztva), 1034 (lemondott) | Ulrik 975 – 1034, fejedelem: 1012-1033 (trónfosztva), 1034 (lemondott) |                                                    |                                                    | Vladivoj 981? – 1003, fejedelem: 1002-1003 (Piast-ház) | Vladivoj 981? – 1003, fejedelem: 1002-1003 (Piast-ház) | Vladivoj 981? – 1003, fejedelem: 1002-1003 (Piast-ház) | Vladivoj 981? – 1003, fejedelem: 1002-1003 (Piast-ház) | Vladivoj 981? – 1003, fejedelem: 1002-1003 (Piast-ház) | Vladivoj 981? – 1003, fejedelem: 1002-1003 (Piast-ház) |                                                                        |                                                                        | | | | | | |                                                  |                                                  |                                                                 |                                                                 |                                                                 |                                                                 |                                                                 |                                                                 |  |  |                                                        |                                                        |                                                        |                                                        |                                                        |                                                        |  |  |                                                    |                                                    |                                                    |                                                    |                                                    |                                                    |  |  |  |  |  |  |  |  |  |  |  |  |  |  |  |  |  |  |  |  |  |  |  |  |  |  |  |  |  |  |  |  |  |  |
| III. (Vörös) Boleszláv 968/971 – 1037/1039, fejedelem: 999-1002 (trónfosztva), 1003 (trónfosztva)                                       | III. (Vörös) Boleszláv 968/971 – 1037/1039, fejedelem: 999-1002 (trónfosztva), 1003 (trónfosztva)                                       | III. (Vörös) Boleszláv 968/971 – 1037/1039, fejedelem: 999-1002 (trónfosztva), 1003 (trónfosztva)                                       | III. (Vörös) Boleszláv 968/971 – 1037/1039, fejedelem: 999-1002 (trónfosztva), 1003 (trónfosztva)                                       | III. (Vörös) Boleszláv 968/971 – 1037/1039, fejedelem: 999-1002 (trónfosztva), 1003 (trónfosztva)                                       | III. (Vörös) Boleszláv 968/971 – 1037/1039, fejedelem: 999-1002 (trónfosztva), 1003 (trónfosztva)                                       |                                                                                  |                                                                                  | Jaromír 975? – 1035, fejedelem: 1003 (trónfosztva), 1004-1012 (trónfosztva), 1033-1034 (trónfosztva), 1034-1035 | Jaromír 975? – 1035, fejedelem: 1003 (trónfosztva), 1004-1012 (trónfosztva), 1033-1034 (trónfosztva), 1034-1035 | Jaromír 975? – 1035, fejedelem: 1003 (trónfosztva), 1004-1012 (trónfosztva), 1033-1034 (trónfosztva), 1034-1035 | Jaromír 975? – 1035, fejedelem: 1003 (trónfosztva), 1004-1012 (trónfosztva), 1033-1034 (trónfosztva), 1034-1035 | Jaromír 975? – 1035, fejedelem: 1003 (trónfosztva), 1004-1012 (trónfosztva), 1033-1034 (trónfosztva), 1034-1035 | Jaromír 975? – 1035, fejedelem: 1003 (trónfosztva), 1004-1012 (trónfosztva), 1033-1034 (trónfosztva), 1034-1035 |                                                              |                                                              | Ulrik 975 – 1034, fejedelem: 1012-1033 (trónfosztva), 1034 (lemondott) | Ulrik 975 – 1034, fejedelem: 1012-1033 (trónfosztva), 1034 (lemondott) | Ulrik 975 – 1034, fejedelem: 1012-1033 (trónfosztva), 1034 (lemondott) | Ulrik 975 – 1034, fejedelem: 1012-1033 (trónfosztva), 1034 (lemondott) | Ulrik 975 – 1034, fejedelem: 1012-1033 (trónfosztva), 1034 (lemondott) | Ulrik 975 – 1034, fejedelem: 1012-1033 (trónfosztva), 1034 (lemondott) |                                                    |                                                    | Vladivoj 981? – 1003, fejedelem: 1002-1003 (Piast-ház) | Vladivoj 981? – 1003, fejedelem: 1002-1003 (Piast-ház) | Vladivoj 981? – 1003, fejedelem: 1002-1003 (Piast-ház) | Vladivoj 981? – 1003, fejedelem: 1002-1003 (Piast-ház) | Vladivoj 981? – 1003, fejedelem: 1002-1003 (Piast-ház) | Vladivoj 981? – 1003, fejedelem: 1002-1003 (Piast-ház) |                                                                        |                                                                        | | | | | | |                                                  |                                                  |                                                                 |                                                                 |                                                                 |                                                                 |                                                                 |                                                                 |  |  |                                                        |                                                        |                                                        |                                                        |                                                        |                                                        |  |  |                                                    |                                                    |                                                    |                                                    |                                                    |                                                    |  |  |  |  |  |  |  |  |  |  |  |  |  |  |  |  |  |  |  |  |  |  |  |  |  |  |  |  |  |  |  |  |  |  |
| | | | | | |                                                                                  |                                                                                  | | | | | | |                                                              |                                                              | I. (Megújító) Břetiszláv 1002/1005/ – 1055, fejedelem: 1034/1035-1055 | | | | | |                                                    |                                                    | | | | | | |                                                                        |                                                                        | | | | | | |                                                  |                                                  |                                                                 |                                                                 |                                                                 |                                                                 |                                                                 |                                                                 |  |  |                                                        |                                                        |                                                        |                                                        |                                                        |                                                        |  |  |                                                    |                                                    |                                                    |                                                    |                                                    |                                                    |  |  |  |  |  |  |  |  |  |  |  |  |  |  |  |  |  |  |  |  |  |  |  |  |  |  |  |  |  |  |  |  |  |  |
| | | | | | |                                                                                  |                                                                                  | | | | | | |                                                              |                                                              | | | | | | |                                                    |                                                    | | | | | | |                                                                        |                                                                        | | | | | | |                                                  |                                                  |                                                                 |                                                                 |                                                                 |                                                                 |                                                                 |                                                                 |  |  |                                                        |                                                        |                                                        |                                                        |                                                        |                                                        |  |  |                                                    |                                                    |                                                    |                                                    |                                                    |                                                    |  |  |  |  |  |  |  |  |  |  |  |  |  |  |  |  |  |  |  |  |  |  |  |  |  |  |  |  |  |  |  |  |  |  |
| | | | | | |                                                                                  |                                                                                  | | | | | | |                                                              |                                                              | | | | | | |                                                    |                                                    | | | | | | |                                                                        |                                                                        | | | | | | |                                                  |                                                  |                                                                 |                                                                 |                                                                 |                                                                 |                                                                 |                                                                 |  |  |                                                        |                                                        |                                                        |                                                        |                                                        |                                                        |  |  |                                                    |                                                    |                                                    |                                                    |                                                    |                                                    |  |  |  |  |  |  |  |  |  |  |  |  |  |  |  |  |  |  |  |  |  |  |  |  |  |  |  |  |  |  |  |  |  |  |
| | | | | | |                                                                                  |                                                                                  | II. Spitihnyev 1031 – 1061, fejedelem: 1055-1061                                                                | II. Spitihnyev 1031 – 1061, fejedelem: 1055-1061                                                                | II. Spitihnyev 1031 – 1061, fejedelem: 1055-1061                                                                | II. Spitihnyev 1031 – 1061, fejedelem: 1055-1061                                                                | II. Spitihnyev 1031 – 1061, fejedelem: 1055-1061                                                                | II. Spitihnyev 1031 – 1061, fejedelem: 1055-1061                                                                |                                                              |                                                              | II. Vratiszláv 1031 – 1092, fejedelem: 1061-1085, I. Vratiszláv király: 1085-1092 | II. Vratiszláv 1031 – 1092, fejedelem: 1061-1085, I. Vratiszláv király: 1085-1092 | II. Vratiszláv 1031 – 1092, fejedelem: 1061-1085, I. Vratiszláv király: 1085-1092 | II. Vratiszláv 1031 – 1092, fejedelem: 1061-1085, I. Vratiszláv király: 1085-1092 | II. Vratiszláv 1031 – 1092, fejedelem: 1061-1085, I. Vratiszláv király: 1085-1092 | II. Vratiszláv 1031 – 1092, fejedelem: 1061-1085, I. Vratiszláv király: 1085-1092 |                                                    |                                                    | | | | | | |                                                                        |                                                                        | | | | | | |                                                  |                                                  |                                                                 |                                                                 |                                                                 |                                                                 |                                                                 |                                                                 |  |  | I. (Brnoi) Konrád 1035 – 1092, fejedelem: 1092         | I. (Brnoi) Konrád 1035 – 1092, fejedelem: 1092         | I. (Brnoi) Konrád 1035 – 1092, fejedelem: 1092         | I. (Brnoi) Konrád 1035 – 1092, fejedelem: 1092         | I. (Brnoi) Konrád 1035 – 1092, fejedelem: 1092         | I. (Brnoi) Konrád 1035 – 1092, fejedelem: 1092         |  |  | I. (Szép, Olomouci) Ottó 1045 – 1087, herceg       | I. (Szép, Olomouci) Ottó 1045 – 1087, herceg       | I. (Szép, Olomouci) Ottó 1045 – 1087, herceg       | I. (Szép, Olomouci) Ottó 1045 – 1087, herceg       | I. (Szép, Olomouci) Ottó 1045 – 1087, herceg       | I. (Szép, Olomouci) Ottó 1045 – 1087, herceg       |  |  |  |  |  |  |  |  |  |  |  |  |  |  |  |  |  |  |  |  |  |  |  |  |  |  |  |  |  |  |  |  |  |  |
| | | | | | |                                                                                  |                                                                                  | II. Spitihnyev 1031 – 1061, fejedelem: 1055-1061                                                                | II. Spitihnyev 1031 – 1061, fejedelem: 1055-1061                                                                | II. Spitihnyev 1031 – 1061, fejedelem: 1055-1061                                                                | II. Spitihnyev 1031 – 1061, fejedelem: 1055-1061                                                                | II. Spitihnyev 1031 – 1061, fejedelem: 1055-1061                                                                | II. Spitihnyev 1031 – 1061, fejedelem: 1055-1061                                                                |                                                              |                                                              | II. Vratiszláv 1031 – 1092, fejedelem: 1061-1085, I. Vratiszláv király: 1085-1092 | II. Vratiszláv 1031 – 1092, fejedelem: 1061-1085, I. Vratiszláv király: 1085-1092 | II. Vratiszláv 1031 – 1092, fejedelem: 1061-1085, I. Vratiszláv király: 1085-1092 | II. Vratiszláv 1031 – 1092, fejedelem: 1061-1085, I. Vratiszláv király: 1085-1092 | II. Vratiszláv 1031 – 1092, fejedelem: 1061-1085, I. Vratiszláv király: 1085-1092 | II. Vratiszláv 1031 – 1092, fejedelem: 1061-1085, I. Vratiszláv király: 1085-1092 |                                                    |                                                    | | | | | | |                                                                        |                                                                        | | | | | | |                                                  |                                                  |                                                                 |                                                                 |                                                                 |                                                                 |                                                                 |                                                                 |  |  | I. (Brnoi) Konrád 1035 – 1092, fejedelem: 1092         | I. (Brnoi) Konrád 1035 – 1092, fejedelem: 1092         | I. (Brnoi) Konrád 1035 – 1092, fejedelem: 1092         | I. (Brnoi) Konrád 1035 – 1092, fejedelem: 1092         | I. (Brnoi) Konrád 1035 – 1092, fejedelem: 1092         | I. (Brnoi) Konrád 1035 – 1092, fejedelem: 1092         |  |  | I. (Szép, Olomouci) Ottó 1045 – 1087, herceg       | I. (Szép, Olomouci) Ottó 1045 – 1087, herceg       | I. (Szép, Olomouci) Ottó 1045 – 1087, herceg       | I. (Szép, Olomouci) Ottó 1045 – 1087, herceg       | I. (Szép, Olomouci) Ottó 1045 – 1087, herceg       | I. (Szép, Olomouci) Ottó 1045 – 1087, herceg       |  |  |  |  |  |  |  |  |  |  |  |  |  |  |  |  |  |  |  |  |  |  |  |  |  |  |  |  |  |  |  |  |  |  |
| | | | | | |                                                                                  |                                                                                  | | | | | | |                                                              |                                                              | | | | | | |                                                    |                                                    | | | | | | |                                                                        |                                                                        | | | | | | |                                                  |                                                  |                                                                 |                                                                 |                                                                 |                                                                 |                                                                 |                                                                 |  |  |                                                        |                                                        |                                                        |                                                        |                                                        |                                                        |  |  |                                                    |                                                    |                                                    |                                                    |                                                    |                                                    |  |  |  |  |  |  |  |  |  |  |  |  |  |  |  |  |  |  |  |  |  |  |  |  |  |  |  |  |  |  |  |  |  |  |
| II. Břetiszláv 1060 körül? – 1100, fejedelem: 1092-1100                                                                                 | II. Břetiszláv 1060 körül? – 1100, fejedelem: 1092-1100                                                                                 | II. Břetiszláv 1060 körül? – 1100, fejedelem: 1092-1100                                                                                 | II. Břetiszláv 1060 körül? – 1100, fejedelem: 1092-1100                                                                                 | II. Břetiszláv 1060 körül? – 1100, fejedelem: 1092-1100                                                                                 | II. Břetiszláv 1060 körül? – 1100, fejedelem: 1092-1100                                                                                 |                                                                                  |                                                                                  | II. Bořivoj 1064 – 1124, fejedelem: 1100-1107 (trónfosztva), 1117-1120 (trónfosztva)                            | II. Bořivoj 1064 – 1124, fejedelem: 1100-1107 (trónfosztva), 1117-1120 (trónfosztva)                            | II. Bořivoj 1064 – 1124, fejedelem: 1100-1107 (trónfosztva), 1117-1120 (trónfosztva)                            | II. Bořivoj 1064 – 1124, fejedelem: 1100-1107 (trónfosztva), 1117-1120 (trónfosztva)                            | II. Bořivoj 1064 – 1124, fejedelem: 1100-1107 (trónfosztva), 1117-1120 (trónfosztva)                            | II. Bořivoj 1064 – 1124, fejedelem: 1100-1107 (trónfosztva), 1117-1120 (trónfosztva)                            |                                                              |                                                              | I. Ulászló fejedelem 1070 körül – 1125, fejedelem: 1109-1117 (lemondott), 1120-1125 | I. Ulászló fejedelem 1070 körül – 1125, fejedelem: 1109-1117 (lemondott), 1120-1125 | I. Ulászló fejedelem 1070 körül – 1125, fejedelem: 1109-1117 (lemondott), 1120-1125 | I. Ulászló fejedelem 1070 körül – 1125, fejedelem: 1109-1117 (lemondott), 1120-1125 | I. Ulászló fejedelem 1070 körül – 1125, fejedelem: 1109-1117 (lemondott), 1120-1125 | I. Ulászló fejedelem 1070 körül – 1125, fejedelem: 1109-1117 (lemondott), 1120-1125 |                                                    |                                                    | | | | | | |                                                                        |                                                                        | | | | | I. Szobeszláv 1090? – 1140, fejedelem: 1125-1140 | I. Szobeszláv 1090? – 1140, fejedelem: 1125-1140 | I. Szobeszláv 1090? – 1140, fejedelem: 1125-1140 | I. Szobeszláv 1090? – 1140, fejedelem: 1125-1140 | I. Szobeszláv 1090? – 1140, fejedelem: 1125-1140                | I. Szobeszláv 1090? – 1140, fejedelem: 1125-1140                |                                                                 |                                                                 |                                                                 |                                                                 |  |  | Znojmoi Litold ? – 1112, herceg                        | Znojmoi Litold ? – 1112, herceg                        | Znojmoi Litold ? – 1112, herceg                        | Znojmoi Litold ? – 1112, herceg                        | Znojmoi Litold ? – 1112, herceg                        | Znojmoi Litold ? – 1112, herceg                        |  |  | Szvatopluk 1080 körül – 1109, fejedelem: 1107-1109 | Szvatopluk 1080 körül – 1109, fejedelem: 1107-1109 | Szvatopluk 1080 körül – 1109, fejedelem: 1107-1109 | Szvatopluk 1080 körül – 1109, fejedelem: 1107-1109 | Szvatopluk 1080 körül – 1109, fejedelem: 1107-1109 | Szvatopluk 1080 körül – 1109, fejedelem: 1107-1109 |  |  |  |  |  |  |  |  |  |  |  |  |  |  |  |  |  |  |  |  |  |  |  |  |  |  |  |  |  |  |  |  |  |  |
| II. Břetiszláv 1060 körül? – 1100, fejedelem: 1092-1100                                                                                 | II. Břetiszláv 1060 körül? – 1100, fejedelem: 1092-1100                                                                                 | II. Břetiszláv 1060 körül? – 1100, fejedelem: 1092-1100                                                                                 | II. Břetiszláv 1060 körül? – 1100, fejedelem: 1092-1100                                                                                 | II. Břetiszláv 1060 körül? – 1100, fejedelem: 1092-1100                                                                                 | II. Břetiszláv 1060 körül? – 1100, fejedelem: 1092-1100                                                                                 |                                                                                  |                                                                                  | II. Bořivoj 1064 – 1124, fejedelem: 1100-1107 (trónfosztva), 1117-1120 (trónfosztva)                            | II. Bořivoj 1064 – 1124, fejedelem: 1100-1107 (trónfosztva), 1117-1120 (trónfosztva)                            | II. Bořivoj 1064 – 1124, fejedelem: 1100-1107 (trónfosztva), 1117-1120 (trónfosztva)                            | II. Bořivoj 1064 – 1124, fejedelem: 1100-1107 (trónfosztva), 1117-1120 (trónfosztva)                            | II. Bořivoj 1064 – 1124, fejedelem: 1100-1107 (trónfosztva), 1117-1120 (trónfosztva)                            | II. Bořivoj 1064 – 1124, fejedelem: 1100-1107 (trónfosztva), 1117-1120 (trónfosztva)                            |                                                              |                                                              | I. Ulászló fejedelem 1070 körül – 1125, fejedelem: 1109-1117 (lemondott), 1120-1125 | I. Ulászló fejedelem 1070 körül – 1125, fejedelem: 1109-1117 (lemondott), 1120-1125 | I. Ulászló fejedelem 1070 körül – 1125, fejedelem: 1109-1117 (lemondott), 1120-1125 | I. Ulászló fejedelem 1070 körül – 1125, fejedelem: 1109-1117 (lemondott), 1120-1125 | I. Ulászló fejedelem 1070 körül – 1125, fejedelem: 1109-1117 (lemondott), 1120-1125 | I. Ulászló fejedelem 1070 körül – 1125, fejedelem: 1109-1117 (lemondott), 1120-1125 |                                                    |                                                    | | | | | | |                                                                        |                                                                        | | | | | I. Szobeszláv 1090? – 1140, fejedelem: 1125-1140 | I. Szobeszláv 1090? – 1140, fejedelem: 1125-1140 | I. Szobeszláv 1090? – 1140, fejedelem: 1125-1140 | I. Szobeszláv 1090? – 1140, fejedelem: 1125-1140 | I. Szobeszláv 1090? – 1140, fejedelem: 1125-1140                | I. Szobeszláv 1090? – 1140, fejedelem: 1125-1140                |                                                                 |                                                                 |                                                                 |                                                                 |  |  | Znojmoi Litold ? – 1112, herceg                        | Znojmoi Litold ? – 1112, herceg                        | Znojmoi Litold ? – 1112, herceg                        | Znojmoi Litold ? – 1112, herceg                        | Znojmoi Litold ? – 1112, herceg                        | Znojmoi Litold ? – 1112, herceg                        |  |  | Szvatopluk 1080 körül – 1109, fejedelem: 1107-1109 | Szvatopluk 1080 körül – 1109, fejedelem: 1107-1109 | Szvatopluk 1080 körül – 1109, fejedelem: 1107-1109 | Szvatopluk 1080 körül – 1109, fejedelem: 1107-1109 | Szvatopluk 1080 körül – 1109, fejedelem: 1107-1109 | Szvatopluk 1080 körül – 1109, fejedelem: 1107-1109 |  |  |  |  |  |  |  |  |  |  |  |  |  |  |  |  |  |  |  |  |  |  |  |  |  |  |  |  |  |  |  |  |  |  |
| | | | | | |                                                                                  |                                                                                  | | | | | | |                                                              |                                                              | | | | | | |                                                    |                                                    | | | | | | |                                                                        |                                                                        | | | | | | |                                                  |                                                  |                                                                 |                                                                 |                                                                 |                                                                 |                                                                 |                                                                 |  |  |                                                        |                                                        |                                                        |                                                        |                                                        |                                                        |  |  |                                                    |                                                    |                                                    |                                                    |                                                    |                                                    |  |  |  |  |  |  |  |  |  |  |  |  |  |  |  |  |  |  |  |  |  |  |  |  |  |  |  |  |  |  |  |  |  |  |
| | | | | | |                                                                                  |                                                                                  | II. Ulászló fejedelem 1110 körül – 1174, fejedelem: 1140-1158, I. Ulászló király: 1158-1172 (lemondott)         | II. Ulászló fejedelem 1110 körül – 1174, fejedelem: 1140-1158, I. Ulászló király: 1158-1172 (lemondott)         | II. Ulászló fejedelem 1110 körül – 1174, fejedelem: 1140-1158, I. Ulászló király: 1158-1172 (lemondott)         | II. Ulászló fejedelem 1110 körül – 1174, fejedelem: 1140-1158, I. Ulászló király: 1158-1172 (lemondott)         | II. Ulászló fejedelem 1110 körül – 1174, fejedelem: 1140-1158, I. Ulászló király: 1158-1172 (lemondott)         | II. Ulászló fejedelem 1110 körül – 1174, fejedelem: 1140-1158, I. Ulászló király: 1158-1172 (lemondott)         |                                                              |                                                              | | | | | | |                                                    |                                                    | Henrik ? – 1169, herceg | Henrik ? – 1169, herceg | Henrik ? – 1169, herceg | Henrik ? – 1169, herceg | Henrik ? – 1169, herceg | Henrik ? – 1169, herceg |                                                                        |                                                                        | II. Szobeszláv 1128 körül – 1180, fejedelem: 1173-1178 (trónfosztva) | II. Szobeszláv 1128 körül – 1180, fejedelem: 1173-1178 (trónfosztva) | II. Szobeszláv 1128 körül – 1180, fejedelem: 1173-1178 (trónfosztva) | II. Szobeszláv 1128 körül – 1180, fejedelem: 1173-1178 (trónfosztva) | II. Szobeszláv 1128 körül – 1180, fejedelem: 1173-1178 (trónfosztva) | II. Szobeszláv 1128 körül – 1180, fejedelem: 1173-1178 (trónfosztva) |                                                  |                                                  | II. Vencel 1137 – 1192 után, fejedelem: 1191-1192 (trónfosztva) | II. Vencel 1137 – 1192 után, fejedelem: 1191-1192 (trónfosztva) | II. Vencel 1137 – 1192 után, fejedelem: 1191-1192 (trónfosztva) | II. Vencel 1137 – 1192 után, fejedelem: 1191-1192 (trónfosztva) | II. Vencel 1137 – 1192 után, fejedelem: 1191-1192 (trónfosztva) | II. Vencel 1137 – 1192 után, fejedelem: 1191-1192 (trónfosztva) |  |  | Znojmoi Konrád ? – 1161, herceg                        | Znojmoi Konrád ? – 1161, herceg                        | Znojmoi Konrád ? – 1161, herceg                        | Znojmoi Konrád ? – 1161, herceg                        | Znojmoi Konrád ? – 1161, herceg                        | Znojmoi Konrád ? – 1161, herceg                        |  |  |                                                    |                                                    |                                                    |                                                    |                                                    |                                                    |  |  |  |  |  |  |  |  |  |  |  |  |  |  |  |  |  |  |  |  |  |  |  |  |  |  |  |  |  |  |  |  |  |  |
| | | | | | |                                                                                  |                                                                                  | II. Ulászló fejedelem 1110 körül – 1174, fejedelem: 1140-1158, I. Ulászló király: 1158-1172 (lemondott)         | II. Ulászló fejedelem 1110 körül – 1174, fejedelem: 1140-1158, I. Ulászló király: 1158-1172 (lemondott)         | II. Ulászló fejedelem 1110 körül – 1174, fejedelem: 1140-1158, I. Ulászló király: 1158-1172 (lemondott)         | II. Ulászló fejedelem 1110 körül – 1174, fejedelem: 1140-1158, I. Ulászló király: 1158-1172 (lemondott)         | II. Ulászló fejedelem 1110 körül – 1174, fejedelem: 1140-1158, I. Ulászló király: 1158-1172 (lemondott)         | II. Ulászló fejedelem 1110 körül – 1174, fejedelem: 1140-1158, I. Ulászló király: 1158-1172 (lemondott)         |                                                              |                                                              | | | | | | |                                                    |                                                    | Henrik ? – 1169, herceg | Henrik ? – 1169, herceg | Henrik ? – 1169, herceg | Henrik ? – 1169, herceg | Henrik ? – 1169, herceg | Henrik ? – 1169, herceg |                                                                        |                                                                        | II. Szobeszláv 1128 körül – 1180, fejedelem: 1173-1178 (trónfosztva) | II. Szobeszláv 1128 körül – 1180, fejedelem: 1173-1178 (trónfosztva) | II. Szobeszláv 1128 körül – 1180, fejedelem: 1173-1178 (trónfosztva) | II. Szobeszláv 1128 körül – 1180, fejedelem: 1173-1178 (trónfosztva) | II. Szobeszláv 1128 körül – 1180, fejedelem: 1173-1178 (trónfosztva) | II. Szobeszláv 1128 körül – 1180, fejedelem: 1173-1178 (trónfosztva) |                                                  |                                                  | II. Vencel 1137 – 1192 után, fejedelem: 1191-1192 (trónfosztva) | II. Vencel 1137 – 1192 után, fejedelem: 1191-1192 (trónfosztva) | II. Vencel 1137 – 1192 után, fejedelem: 1191-1192 (trónfosztva) | II. Vencel 1137 – 1192 után, fejedelem: 1191-1192 (trónfosztva) | II. Vencel 1137 – 1192 után, fejedelem: 1191-1192 (trónfosztva) | II. Vencel 1137 – 1192 után, fejedelem: 1191-1192 (trónfosztva) |  |  | Znojmoi Konrád ? – 1161, herceg                        | Znojmoi Konrád ? – 1161, herceg                        | Znojmoi Konrád ? – 1161, herceg                        | Znojmoi Konrád ? – 1161, herceg                        | Znojmoi Konrád ? – 1161, herceg                        | Znojmoi Konrád ? – 1161, herceg                        |  |  |                                                    |                                                    |                                                    |                                                    |                                                    |                                                    |  |  |  |  |  |  |  |  |  |  |  |  |  |  |  |  |  |  |  |  |  |  |  |  |  |  |  |  |  |  |  |  |  |  |
| | | | | | |                                                                                  |                                                                                  | | | | | | |                                                              |                                                              | | | | | | |                                                    |                                                    | | | | | | |                                                                        |                                                                        | | | | | | |                                                  |                                                  |                                                                 |                                                                 |                                                                 |                                                                 |                                                                 |                                                                 |  |  |                                                        |                                                        |                                                        |                                                        |                                                        |                                                        |  |  |                                                    |                                                    |                                                    |                                                    |                                                    |                                                    |  |  |  |  |  |  |  |  |  |  |  |  |  |  |  |  |  |  |  |  |  |  |  |  |  |  |  |  |  |  |  |  |  |  |
| Frigyes 1142 körül – 1189, fejedelem: 1172-1173 (trónfosztva), 1178-1189                                                                | Frigyes 1142 körül – 1189, fejedelem: 1172-1173 (trónfosztva), 1178-1189                                                                | Frigyes 1142 körül – 1189, fejedelem: 1172-1173 (trónfosztva), 1178-1189                                                                | Frigyes 1142 körül – 1189, fejedelem: 1172-1173 (trónfosztva), 1178-1189                                                                | Frigyes 1142 körül – 1189, fejedelem: 1172-1173 (trónfosztva), 1178-1189                                                                | Frigyes 1142 körül – 1189, fejedelem: 1172-1173 (trónfosztva), 1178-1189                                                                |                                                                                  |                                                                                  | I. Ottokár 1155/1167? – 1230, fejedelem: 1192-1193 (trónfosztva), 1197-1198, I. Ottokár király: 1198-1230       | I. Ottokár 1155/1167? – 1230, fejedelem: 1192-1193 (trónfosztva), 1197-1198, I. Ottokár király: 1198-1230       | I. Ottokár 1155/1167? – 1230, fejedelem: 1192-1193 (trónfosztva), 1197-1198, I. Ottokár király: 1198-1230       | I. Ottokár 1155/1167? – 1230, fejedelem: 1192-1193 (trónfosztva), 1197-1198, I. Ottokár király: 1198-1230       | I. Ottokár 1155/1167? – 1230, fejedelem: 1192-1193 (trónfosztva), 1197-1198, I. Ottokár király: 1198-1230       | I. Ottokár 1155/1167? – 1230, fejedelem: 1192-1193 (trónfosztva), 1197-1198, I. Ottokár király: 1198-1230       |                                                              |                                                              | III. Ulászló Henrik fejedelem 1160/1165 – 1222, fejedelem: 1197 (lemondott) | III. Ulászló Henrik fejedelem 1160/1165 – 1222, fejedelem: 1197 (lemondott) | III. Ulászló Henrik fejedelem 1160/1165 – 1222, fejedelem: 1197 (lemondott) | III. Ulászló Henrik fejedelem 1160/1165 – 1222, fejedelem: 1197 (lemondott) | III. Ulászló Henrik fejedelem 1160/1165 – 1222, fejedelem: 1197 (lemondott) | III. Ulászló Henrik fejedelem 1160/1165 – 1222, fejedelem: 1197 (lemondott) |                                                    |                                                    | III. Bretiszláv Henrik 1137 körül – 1197, fejedelem: 1193-1197 | III. Bretiszláv Henrik 1137 körül – 1197, fejedelem: 1193-1197 | III. Bretiszláv Henrik 1137 körül – 1197, fejedelem: 1193-1197 | III. Bretiszláv Henrik 1137 körül – 1197, fejedelem: 1193-1197 | III. Bretiszláv Henrik 1137 körül – 1197, fejedelem: 1193-1197 | III. Bretiszláv Henrik 1137 körül – 1197, fejedelem: 1193-1197 |                                                                        |                                                                        | | | | | | |                                                  |                                                  |                                                                 |                                                                 |                                                                 |                                                                 |                                                                 |                                                                 |  |  | II. Konrád Ottó 1135/1141 – 1191, fejedelem: 1189-1191 | II. Konrád Ottó 1135/1141 – 1191, fejedelem: 1189-1191 | II. Konrád Ottó 1135/1141 – 1191, fejedelem: 1189-1191 | II. Konrád Ottó 1135/1141 – 1191, fejedelem: 1189-1191 | II. Konrád Ottó 1135/1141 – 1191, fejedelem: 1189-1191 | II. Konrád Ottó 1135/1141 – 1191, fejedelem: 1189-1191 |  |  |                                                    |                                                    |                                                    |                                                    |                                                    |                                                    |  |  |  |  |  |  |  |  |  |  |  |  |  |  |  |  |  |  |  |  |  |  |  |  |  |  |  |  |  |  |  |  |  |  |
| Frigyes 1142 körül – 1189, fejedelem: 1172-1173 (trónfosztva), 1178-1189                                                                | Frigyes 1142 körül – 1189, fejedelem: 1172-1173 (trónfosztva), 1178-1189                                                                | Frigyes 1142 körül – 1189, fejedelem: 1172-1173 (trónfosztva), 1178-1189                                                                | Frigyes 1142 körül – 1189, fejedelem: 1172-1173 (trónfosztva), 1178-1189                                                                | Frigyes 1142 körül – 1189, fejedelem: 1172-1173 (trónfosztva), 1178-1189                                                                | Frigyes 1142 körül – 1189, fejedelem: 1172-1173 (trónfosztva), 1178-1189                                                                |                                                                                  |                                                                                  | I. Ottokár 1155/1167? – 1230, fejedelem: 1192-1193 (trónfosztva), 1197-1198, I. Ottokár király: 1198-1230       | I. Ottokár 1155/1167? – 1230, fejedelem: 1192-1193 (trónfosztva), 1197-1198, I. Ottokár király: 1198-1230       | I. Ottokár 1155/1167? – 1230, fejedelem: 1192-1193 (trónfosztva), 1197-1198, I. Ottokár király: 1198-1230       | I. Ottokár 1155/1167? – 1230, fejedelem: 1192-1193 (trónfosztva), 1197-1198, I. Ottokár király: 1198-1230       | I. Ottokár 1155/1167? – 1230, fejedelem: 1192-1193 (trónfosztva), 1197-1198, I. Ottokár király: 1198-1230       | I. Ottokár 1155/1167? – 1230, fejedelem: 1192-1193 (trónfosztva), 1197-1198, I. Ottokár király: 1198-1230       |                                                              |                                                              | III. Ulászló Henrik fejedelem 1160/1165 – 1222, fejedelem: 1197 (lemondott) | III. Ulászló Henrik fejedelem 1160/1165 – 1222, fejedelem: 1197 (lemondott) | III. Ulászló Henrik fejedelem 1160/1165 – 1222, fejedelem: 1197 (lemondott) | III. Ulászló Henrik fejedelem 1160/1165 – 1222, fejedelem: 1197 (lemondott) | III. Ulászló Henrik fejedelem 1160/1165 – 1222, fejedelem: 1197 (lemondott) | III. Ulászló Henrik fejedelem 1160/1165 – 1222, fejedelem: 1197 (lemondott) |                                                    |                                                    | III. Bretiszláv Henrik 1137 körül – 1197, fejedelem: 1193-1197 | III. Bretiszláv Henrik 1137 körül – 1197, fejedelem: 1193-1197 | III. Bretiszláv Henrik 1137 körül – 1197, fejedelem: 1193-1197 | III. Bretiszláv Henrik 1137 körül – 1197, fejedelem: 1193-1197 | III. Bretiszláv Henrik 1137 körül – 1197, fejedelem: 1193-1197 | III. Bretiszláv Henrik 1137 körül – 1197, fejedelem: 1193-1197 |                                                                        |                                                                        | | | | | | |                                                  |                                                  |                                                                 |                                                                 |                                                                 |                                                                 |                                                                 |                                                                 |  |  | II. Konrád Ottó 1135/1141 – 1191, fejedelem: 1189-1191 | II. Konrád Ottó 1135/1141 – 1191, fejedelem: 1189-1191 | II. Konrád Ottó 1135/1141 – 1191, fejedelem: 1189-1191 | II. Konrád Ottó 1135/1141 – 1191, fejedelem: 1189-1191 | II. Konrád Ottó 1135/1141 – 1191, fejedelem: 1189-1191 | II. Konrád Ottó 1135/1141 – 1191, fejedelem: 1189-1191 |  |  |                                                    |                                                    |                                                    |                                                    |                                                    |                                                    |  |  |  |  |  |  |  |  |  |  |  |  |  |  |  |  |  |  |  |  |  |  |  |  |  |  |  |  |  |  |  |  |  |  |
| | | | | | |                                                                                  |                                                                                  | I. (Félszemű) Vencel 1205 – 1253, király: 1230-1253                                                             | | | | | |                                                              |                                                              | | | | | | |                                                    |                                                    | | | | | | |                                                                        |                                                                        | | | | | | |                                                  |                                                  |                                                                 |                                                                 |                                                                 |                                                                 |                                                                 |                                                                 |  |  |                                                        |                                                        |                                                        |                                                        |                                                        |                                                        |  |  |                                                    |                                                    |                                                    |                                                    |                                                    |                                                    |  |  |  |  |  |  |  |  |  |  |  |  |  |  |  |  |  |  |  |  |  |  |  |  |  |  |  |  |  |  |  |  |  |  |
| | | | | | |                                                                                  |                                                                                  | | | | | | |                                                              |                                                              | | | | | | |                                                    |                                                    | | | | | | |                                                                        |                                                                        | | | | | | |                                                  |                                                  |                                                                 |                                                                 |                                                                 |                                                                 |                                                                 |                                                                 |  |  |                                                        |                                                        |                                                        |                                                        |                                                        |                                                        |  |  |                                                    |                                                    |                                                    |                                                    |                                                    |                                                    |  |  |  |  |  |  |  |  |  |  |  |  |  |  |  |  |  |  |  |  |  |  |  |  |  |  |  |  |  |  |  |  |  |  |
| | | | | | |                                                                                  |                                                                                  | II. (Nagy) Ottokár 1232 – 1278, király: 1253-1278, Ottokár, Ausztria hercege: 1251-1276                         | | | | | |                                                              |                                                              | | | | | | |                                                    |                                                    | | | | | | |                                                                        |                                                                        | | | | | | |                                                  |                                                  |                                                                 |                                                                 |                                                                 |                                                                 |                                                                 |                                                                 |  |  |                                                        |                                                        |                                                        |                                                        |                                                        |                                                        |  |  |                                                    |                                                    |                                                    |                                                    |                                                    |                                                    |  |  |  |  |  |  |  |  |  |  |  |  |  |  |  |  |  |  |  |  |  |  |  |  |  |  |  |  |  |  |  |  |  |  |
| | | | | | |                                                                                  |                                                                                  | | | | | | |                                                              |                                                              | | | | | | |                                                    |                                                    | | | | | | |                                                                        |                                                                        | | | | | | |                                                  |                                                  |                                                                 |                                                                 |                                                                 |                                                                 |                                                                 |                                                                 |  |  |                                                        |                                                        |                                                        |                                                        |                                                        |                                                        |  |  |                                                    |                                                    |                                                    |                                                    |                                                    |                                                    |  |  |  |  |  |  |  |  |  |  |  |  |  |  |  |  |  |  |  |  |  |  |  |  |  |  |  |  |  |  |  |  |  |  |
| Gutta (Juta) 1271 – 1297, királyné (Habsburg-ház)                                                                                       | Gutta (Juta) 1271 – 1297, királyné (Habsburg-ház)                                                                                       | Gutta (Juta) 1271 – 1297, királyné (Habsburg-ház)                                                                                       | Gutta (Juta) 1271 – 1297, királyné (Habsburg-ház)                                                                                       | Gutta (Juta) 1271 – 1297, királyné (Habsburg-ház)                                                                                       | Gutta (Juta) 1271 – 1297, királyné (Habsburg-ház)                                                                                       |                                                                                  |                                                                                  | II. Vencel 1271 – 1305, király: 1278-1305, I. Vencel, lengyel király: 1290/1291-1305                            | II. Vencel 1271 – 1305, király: 1278-1305, I. Vencel, lengyel király: 1290/1291-1305                            | II. Vencel 1271 – 1305, király: 1278-1305, I. Vencel, lengyel király: 1290/1291-1305                            | II. Vencel 1271 – 1305, király: 1278-1305, I. Vencel, lengyel király: 1290/1291-1305                            | II. Vencel 1271 – 1305, király: 1278-1305, I. Vencel, lengyel király: 1290/1291-1305                            | II. Vencel 1271 – 1305, király: 1278-1305, I. Vencel, lengyel király: 1290/1291-1305                            |                                                              |                                                              | Erzsébet Richeza 1288 – 1335 királyné (Piast-ház) | Erzsébet Richeza 1288 – 1335 királyné (Piast-ház) | Erzsébet Richeza 1288 – 1335 királyné (Piast-ház) | Erzsébet Richeza 1288 – 1335 királyné (Piast-ház) | Erzsébet Richeza 1288 – 1335 királyné (Piast-ház) | Erzsébet Richeza 1288 – 1335 királyné (Piast-ház) |                                                    |                                                    | I. (Habsburg) Rudolf 1281/1282 – 1307, király: 1306-1307, Rudolf, címzetes lengyel király: 1306-1307, III. Rudolf, Ausztria hercege: 1298-1306 (Habsburg-ház)                                | I. (Habsburg) Rudolf 1281/1282 – 1307, király: 1306-1307, Rudolf, címzetes lengyel király: 1306-1307, III. Rudolf, Ausztria hercege: 1298-1306 (Habsburg-ház)                                | I. (Habsburg) Rudolf 1281/1282 – 1307, király: 1306-1307, Rudolf, címzetes lengyel király: 1306-1307, III. Rudolf, Ausztria hercege: 1298-1306 (Habsburg-ház)                                | I. (Habsburg) Rudolf 1281/1282 – 1307, király: 1306-1307, Rudolf, címzetes lengyel király: 1306-1307, III. Rudolf, Ausztria hercege: 1298-1306 (Habsburg-ház)                                | I. (Habsburg) Rudolf 1281/1282 – 1307, király: 1306-1307, Rudolf, címzetes lengyel király: 1306-1307, III. Rudolf, Ausztria hercege: 1298-1306 (Habsburg-ház)                                | I. (Habsburg) Rudolf 1281/1282 – 1307, király: 1306-1307, Rudolf, címzetes lengyel király: 1306-1307, III. Rudolf, Ausztria hercege: 1298-1306 (Habsburg-ház)                                |                                                                        |                                                                        | | | | | | |                                                  |                                                  |                                                                 |                                                                 |                                                                 |                                                                 |                                                                 |                                                                 |  |  |                                                        |                                                        |                                                        |                                                        |                                                        |                                                        |  |  |                                                    |                                                    |                                                    |                                                    |                                                    |                                                    |  |  |  |  |  |  |  |  |  |  |  |  |  |  |  |  |  |  |  |  |  |  |  |  |  |  |  |  |  |  |  |  |  |  |
| Gutta (Juta) 1271 – 1297, királyné (Habsburg-ház)                                                                                       | Gutta (Juta) 1271 – 1297, királyné (Habsburg-ház)                                                                                       | Gutta (Juta) 1271 – 1297, királyné (Habsburg-ház)                                                                                       | Gutta (Juta) 1271 – 1297, királyné (Habsburg-ház)                                                                                       | Gutta (Juta) 1271 – 1297, királyné (Habsburg-ház)                                                                                       | Gutta (Juta) 1271 – 1297, királyné (Habsburg-ház)                                                                                       |                                                                                  |                                                                                  | II. Vencel 1271 – 1305, király: 1278-1305, I. Vencel, lengyel király: 1290/1291-1305                            | II. Vencel 1271 – 1305, király: 1278-1305, I. Vencel, lengyel király: 1290/1291-1305                            | II. Vencel 1271 – 1305, király: 1278-1305, I. Vencel, lengyel király: 1290/1291-1305                            | II. Vencel 1271 – 1305, király: 1278-1305, I. Vencel, lengyel király: 1290/1291-1305                            | II. Vencel 1271 – 1305, király: 1278-1305, I. Vencel, lengyel király: 1290/1291-1305                            | II. Vencel 1271 – 1305, király: 1278-1305, I. Vencel, lengyel király: 1290/1291-1305                            |                                                              |                                                              | Erzsébet Richeza 1288 – 1335 királyné (Piast-ház) | Erzsébet Richeza 1288 – 1335 királyné (Piast-ház) | Erzsébet Richeza 1288 – 1335 királyné (Piast-ház) | Erzsébet Richeza 1288 – 1335 királyné (Piast-ház) | Erzsébet Richeza 1288 – 1335 királyné (Piast-ház) | Erzsébet Richeza 1288 – 1335 királyné (Piast-ház) |                                                    |                                                    | I. (Habsburg) Rudolf 1281/1282 – 1307, király: 1306-1307, Rudolf, címzetes lengyel király: 1306-1307, III. Rudolf, Ausztria hercege: 1298-1306 (Habsburg-ház)                                | I. (Habsburg) Rudolf 1281/1282 – 1307, király: 1306-1307, Rudolf, címzetes lengyel király: 1306-1307, III. Rudolf, Ausztria hercege: 1298-1306 (Habsburg-ház)                                | I. (Habsburg) Rudolf 1281/1282 – 1307, király: 1306-1307, Rudolf, címzetes lengyel király: 1306-1307, III. Rudolf, Ausztria hercege: 1298-1306 (Habsburg-ház)                                | I. (Habsburg) Rudolf 1281/1282 – 1307, király: 1306-1307, Rudolf, címzetes lengyel király: 1306-1307, III. Rudolf, Ausztria hercege: 1298-1306 (Habsburg-ház)                                | I. (Habsburg) Rudolf 1281/1282 – 1307, király: 1306-1307, Rudolf, címzetes lengyel király: 1306-1307, III. Rudolf, Ausztria hercege: 1298-1306 (Habsburg-ház)                                | I. (Habsburg) Rudolf 1281/1282 – 1307, király: 1306-1307, Rudolf, címzetes lengyel király: 1306-1307, III. Rudolf, Ausztria hercege: 1298-1306 (Habsburg-ház)                                |                                                                        |                                                                        | | | | | | |                                                  |                                                  |                                                                 |                                                                 |                                                                 |                                                                 |                                                                 |                                                                 |  |  |                                                        |                                                        |                                                        |                                                        |                                                        |                                                        |  |  |                                                    |                                                    |                                                    |                                                    |                                                    |                                                    |  |  |  |  |  |  |  |  |  |  |  |  |  |  |  |  |  |  |  |  |  |  |  |  |  |  |  |  |  |  |  |  |  |  |
| | | | | | |                                                                                  |                                                                                  | | | | | | |                                                              |                                                              | | | | | | |                                                    |                                                    | | | | | | |                                                                        |                                                                        | | | | | | |                                                  |                                                  |                                                                 |                                                                 |                                                                 |                                                                 |                                                                 |                                                                 |  |  |                                                        |                                                        |                                                        |                                                        |                                                        |                                                        |  |  |                                                    |                                                    |                                                    |                                                    |                                                    |                                                    |  |  |  |  |  |  |  |  |  |  |  |  |  |  |  |  |  |  |  |  |  |  |  |  |  |  |  |  |  |  |  |  |  |  |
| | | | | | |                                                                                  |                                                                                  | | | | | | |                                                              |                                                              | | | | | | |                                                    |                                                    | | | | | | |                                                                        |                                                                        | | | | | | |                                                  |                                                  |                                                                 |                                                                 |                                                                 |                                                                 |                                                                 |                                                                 |  |  |                                                        |                                                        |                                                        |                                                        |                                                        |                                                        |  |  |                                                    |                                                    |                                                    |                                                    |                                                    |                                                    |  |  |  |  |  |  |  |  |  |  |  |  |  |  |  |  |  |  |  |  |  |  |  |  |  |  |  |  |  |  |  |  |  |  |
| III. Vencel 1289 – 1306, király: 1305-1306, II. Vencel, lengyel király: 1305-1306, Vencel (László) magyar király: 1301-1305 (lemondott) | III. Vencel 1289 – 1306, király: 1305-1306, II. Vencel, lengyel király: 1305-1306, Vencel (László) magyar király: 1301-1305 (lemondott) | III. Vencel 1289 – 1306, király: 1305-1306, II. Vencel, lengyel király: 1305-1306, Vencel (László) magyar király: 1301-1305 (lemondott) | III. Vencel 1289 – 1306, király: 1305-1306, II. Vencel, lengyel király: 1305-1306, Vencel (László) magyar király: 1301-1305 (lemondott) | III. Vencel 1289 – 1306, király: 1305-1306, II. Vencel, lengyel király: 1305-1306, Vencel (László) magyar király: 1301-1305 (lemondott) | III. Vencel 1289 – 1306, király: 1305-1306, II. Vencel, lengyel király: 1305-1306, Vencel (László) magyar király: 1301-1305 (lemondott) |                                                                                  |                                                                                  | Anna 1290 – 1313, királyné                                                                                      | Anna 1290 – 1313, királyné                                                                                      | Anna 1290 – 1313, királyné                                                                                      | Anna 1290 – 1313, királyné                                                                                      | Anna 1290 – 1313, királyné                                                                                      | Anna 1290 – 1313, királyné                                                                                      |                                                              |                                                              | Karintiai Henrik 1265, vagy 1273 – 1335, király: 1306 (elűzték), 1307-1310 (trónfosztva), Henrik, címzetes lengyel király: 1306, 1307-1310, VI. (VIII.) Henrik, Karintia hercege: 1295/1310-1335 (Karintiai-ház /Meinhard-család/) | Karintiai Henrik 1265, vagy 1273 – 1335, király: 1306 (elűzték), 1307-1310 (trónfosztva), Henrik, címzetes lengyel király: 1306, 1307-1310, VI. (VIII.) Henrik, Karintia hercege: 1295/1310-1335 (Karintiai-ház /Meinhard-család/) | Karintiai Henrik 1265, vagy 1273 – 1335, király: 1306 (elűzték), 1307-1310 (trónfosztva), Henrik, címzetes lengyel király: 1306, 1307-1310, VI. (VIII.) Henrik, Karintia hercege: 1295/1310-1335 (Karintiai-ház /Meinhard-család/) | Karintiai Henrik 1265, vagy 1273 – 1335, király: 1306 (elűzték), 1307-1310 (trónfosztva), Henrik, címzetes lengyel király: 1306, 1307-1310, VI. (VIII.) Henrik, Karintia hercege: 1295/1310-1335 (Karintiai-ház /Meinhard-család/) | Karintiai Henrik 1265, vagy 1273 – 1335, király: 1306 (elűzték), 1307-1310 (trónfosztva), Henrik, címzetes lengyel király: 1306, 1307-1310, VI. (VIII.) Henrik, Karintia hercege: 1295/1310-1335 (Karintiai-ház /Meinhard-család/) | Karintiai Henrik 1265, vagy 1273 – 1335, király: 1306 (elűzték), 1307-1310 (trónfosztva), Henrik, címzetes lengyel király: 1306, 1307-1310, VI. (VIII.) Henrik, Karintia hercege: 1295/1310-1335 (Karintiai-ház /Meinhard-család/) |                                                    |                                                    | Erzsébet 1292 – 1330, királyné | Erzsébet 1292 – 1330, királyné | Erzsébet 1292 – 1330, királyné | Erzsébet 1292 – 1330, királyné | Erzsébet 1292 – 1330, királyné | Erzsébet 1292 – 1330, királyné |                                                                        |                                                                        | Luxemburgi (Vak) János 1296 – 1346, király: 1310-1346, János, címzetes lengyel király: 1310-1346 (Luxemburg-ház)                                                                     | Luxemburgi (Vak) János 1296 – 1346, király: 1310-1346, János, címzetes lengyel király: 1310-1346 (Luxemburg-ház)                                                                     | Luxemburgi (Vak) János 1296 – 1346, király: 1310-1346, János, címzetes lengyel király: 1310-1346 (Luxemburg-ház)                                                                     | Luxemburgi (Vak) János 1296 – 1346, király: 1310-1346, János, címzetes lengyel király: 1310-1346 (Luxemburg-ház)                                                                     | Luxemburgi (Vak) János 1296 – 1346, király: 1310-1346, János, címzetes lengyel király: 1310-1346 (Luxemburg-ház)                                                                     | Luxemburgi (Vak) János 1296 – 1346, király: 1310-1346, János, címzetes lengyel király: 1310-1346 (Luxemburg-ház)                                                                     |                                                  |                                                  |                                                                 |                                                                 |                                                                 |                                                                 |                                                                 |                                                                 |  |  |                                                        |                                                        |                                                        |                                                        |                                                        |                                                        |  |  |                                                    |                                                    |                                                    |                                                    |                                                    |                                                    |  |  |  |  |  |  |  |  |  |  |  |  |  |  |  |  |  |  |  |  |  |  |  |  |  |  |  |  |  |  |  |  |  |  |
| III. Vencel 1289 – 1306, király: 1305-1306, II. Vencel, lengyel király: 1305-1306, Vencel (László) magyar király: 1301-1305 (lemondott) | III. Vencel 1289 – 1306, király: 1305-1306, II. Vencel, lengyel király: 1305-1306, Vencel (László) magyar király: 1301-1305 (lemondott) | III. Vencel 1289 – 1306, király: 1305-1306, II. Vencel, lengyel király: 1305-1306, Vencel (László) magyar király: 1301-1305 (lemondott) | III. Vencel 1289 – 1306, király: 1305-1306, II. Vencel, lengyel király: 1305-1306, Vencel (László) magyar király: 1301-1305 (lemondott) | III. Vencel 1289 – 1306, király: 1305-1306, II. Vencel, lengyel király: 1305-1306, Vencel (László) magyar király: 1301-1305 (lemondott) | III. Vencel 1289 – 1306, király: 1305-1306, II. Vencel, lengyel király: 1305-1306, Vencel (László) magyar király: 1301-1305 (lemondott) |                                                                                  |                                                                                  | Anna 1290 – 1313, királyné                                                                                      | Anna 1290 – 1313, királyné                                                                                      | Anna 1290 – 1313, királyné                                                                                      | Anna 1290 – 1313, királyné                                                                                      | Anna 1290 – 1313, királyné                                                                                      | Anna 1290 – 1313, királyné                                                                                      |                                                              |                                                              | Karintiai Henrik 1265, vagy 1273 – 1335, király: 1306 (elűzték), 1307-1310 (trónfosztva), Henrik, címzetes lengyel király: 1306, 1307-1310, VI. (VIII.) Henrik, Karintia hercege: 1295/1310-1335 (Karintiai-ház /Meinhard-család/) | Karintiai Henrik 1265, vagy 1273 – 1335, király: 1306 (elűzték), 1307-1310 (trónfosztva), Henrik, címzetes lengyel király: 1306, 1307-1310, VI. (VIII.) Henrik, Karintia hercege: 1295/1310-1335 (Karintiai-ház /Meinhard-család/) | Karintiai Henrik 1265, vagy 1273 – 1335, király: 1306 (elűzték), 1307-1310 (trónfosztva), Henrik, címzetes lengyel király: 1306, 1307-1310, VI. (VIII.) Henrik, Karintia hercege: 1295/1310-1335 (Karintiai-ház /Meinhard-család/) | Karintiai Henrik 1265, vagy 1273 – 1335, király: 1306 (elűzték), 1307-1310 (trónfosztva), Henrik, címzetes lengyel király: 1306, 1307-1310, VI. (VIII.) Henrik, Karintia hercege: 1295/1310-1335 (Karintiai-ház /Meinhard-család/) | Karintiai Henrik 1265, vagy 1273 – 1335, király: 1306 (elűzték), 1307-1310 (trónfosztva), Henrik, címzetes lengyel király: 1306, 1307-1310, VI. (VIII.) Henrik, Karintia hercege: 1295/1310-1335 (Karintiai-ház /Meinhard-család/) | Karintiai Henrik 1265, vagy 1273 – 1335, király: 1306 (elűzték), 1307-1310 (trónfosztva), Henrik, címzetes lengyel király: 1306, 1307-1310, VI. (VIII.) Henrik, Karintia hercege: 1295/1310-1335 (Karintiai-ház /Meinhard-család/) |                                                    |                                                    | Erzsébet 1292 – 1330, királyné | Erzsébet 1292 – 1330, királyné | Erzsébet 1292 – 1330, királyné | Erzsébet 1292 – 1330, királyné | Erzsébet 1292 – 1330, királyné | Erzsébet 1292 – 1330, királyné |                                                                        |                                                                        | Luxemburgi (Vak) János 1296 – 1346, király: 1310-1346, János, címzetes lengyel király: 1310-1346 (Luxemburg-ház)                                                                     | Luxemburgi (Vak) János 1296 – 1346, király: 1310-1346, János, címzetes lengyel király: 1310-1346 (Luxemburg-ház)                                                                     | Luxemburgi (Vak) János 1296 – 1346, király: 1310-1346, János, címzetes lengyel király: 1310-1346 (Luxemburg-ház)                                                                     | Luxemburgi (Vak) János 1296 – 1346, király: 1310-1346, János, címzetes lengyel király: 1310-1346 (Luxemburg-ház)                                                                     | Luxemburgi (Vak) János 1296 – 1346, király: 1310-1346, János, címzetes lengyel király: 1310-1346 (Luxemburg-ház)                                                                     | Luxemburgi (Vak) János 1296 – 1346, király: 1310-1346, János, címzetes lengyel király: 1310-1346 (Luxemburg-ház)                                                                     |                                                  |                                                  |                                                                 |                                                                 |                                                                 |                                                                 |                                                                 |                                                                 |  |  |                                                        |                                                        |                                                        |                                                        |                                                        |                                                        |  |  |                                                    |                                                    |                                                    |                                                    |                                                    |                                                    |  |  |  |  |  |  |  |  |  |  |  |  |  |  |  |  |  |  |  |  |  |  |  |  |  |  |  |  |  |  |  |  |  |  |
| | | | | | |                                                                                  |                                                                                  | | | | | | |                                                              |                                                              | | | | | | |                                                    |                                                    | | | | | | |                                                                        |                                                                        | | | | | | |                                                  |                                                  |                                                                 |                                                                 |                                                                 |                                                                 |                                                                 |                                                                 |  |  |                                                        |                                                        |                                                        |                                                        |                                                        |                                                        |  |  |                                                    |                                                    |                                                    |                                                    |                                                    |                                                    |  |  |  |  |  |  |  |  |  |  |  |  |  |  |  |  |  |  |  |  |  |  |  |  |  |  |  |  |  |  |  |  |  |  |
| | | | | | |                                                                                  |                                                                                  | | | | | | |                                                              |                                                              | | | | | | |                                                    |                                                    | | | | | I. Károly 1316 – 1378, király: 1346-1378, IV. Károly, a Szent Római Birodalom császára:1355-1378, római király: 1347-1378 (Luxemburg-ház)                                                    | |                                                                        |                                                                        | | | | | | |                                                  |                                                  |                                                                 |                                                                 |                                                                 |                                                                 |                                                                 |                                                                 |  |  |                                                        |                                                        |                                                        |                                                        |                                                        |                                                        |  |  |                                                    |                                                    |                                                    |                                                    |                                                    |                                                    |  |  |  |  |  |  |  |  |  |  |  |  |  |  |  |  |  |  |  |  |  |  |  |  |  |  |  |  |  |  |  |  |  |  |
| | | | | | |                                                                                  |                                                                                  | | | | | | |                                                              |                                                              | | | | | | |                                                    |                                                    | | | | | | |                                                                        |                                                                        | | | | | | |                                                  |                                                  |                                                                 |                                                                 |                                                                 |                                                                 |                                                                 |                                                                 |  |  |                                                        |                                                        |                                                        |                                                        |                                                        |                                                        |  |  |                                                    |                                                    |                                                    |                                                    |                                                    |                                                    |  |  |  |  |  |  |  |  |  |  |  |  |  |  |  |  |  |  |  |  |  |  |  |  |  |  |  |  |  |  |  |  |  |  |
| | | | | | |                                                                                  |                                                                                  | | | | | | |                                                              |                                                              | | | | | | |                                                    |                                                    | | | | | | |                                                                        |                                                                        | | | | | | |                                                  |                                                  |                                                                 |                                                                 |                                                                 |                                                                 |                                                                 |                                                                 |  |  |                                                        |                                                        |                                                        |                                                        |                                                        |                                                        |  |  |                                                    |                                                    |                                                    |                                                    |                                                    |                                                    |  |  |  |  |  |  |  |  |  |  |  |  |  |  |  |  |  |  |  |  |  |  |  |  |  |  |  |  |  |  |  |  |  |  |
| | | | | | |                                                                                  |                                                                                  | | | | | | |                                                              |                                                              | | | | | | |                                                    |                                                    | IV. Vencel 1361 – 1419, király: 1378-1419, Vencel, római király: 1376-1400 (trónfosztva), (Luxemburg-ház)                                                                                    | IV. Vencel 1361 – 1419, király: 1378-1419, Vencel, római király: 1376-1400 (trónfosztva), (Luxemburg-ház)                                                                                    | IV. Vencel 1361 – 1419, király: 1378-1419, Vencel, római király: 1376-1400 (trónfosztva), (Luxemburg-ház)                                                                                    | IV. Vencel 1361 – 1419, király: 1378-1419, Vencel, római király: 1376-1400 (trónfosztva), (Luxemburg-ház)                                                                                    | IV. Vencel 1361 – 1419, király: 1378-1419, Vencel, római király: 1376-1400 (trónfosztva), (Luxemburg-ház)                                                                                    | IV. Vencel 1361 – 1419, király: 1378-1419, Vencel, római király: 1376-1400 (trónfosztva), (Luxemburg-ház)                                                                                    |                                                                        |                                                                        | Zsigmond 1368 – 1437, király: 1419-1437, a Szent Római Birodalom császára: 1434-1437, római király: 1410-1437, Zsigmond, magyar király: 1387-1437 (Luxemburg-ház)                    | Zsigmond 1368 – 1437, király: 1419-1437, a Szent Római Birodalom császára: 1434-1437, római király: 1410-1437, Zsigmond, magyar király: 1387-1437 (Luxemburg-ház)                    | Zsigmond 1368 – 1437, király: 1419-1437, a Szent Római Birodalom császára: 1434-1437, római király: 1410-1437, Zsigmond, magyar király: 1387-1437 (Luxemburg-ház)                    | Zsigmond 1368 – 1437, király: 1419-1437, a Szent Római Birodalom császára: 1434-1437, római király: 1410-1437, Zsigmond, magyar király: 1387-1437 (Luxemburg-ház)                    | Zsigmond 1368 – 1437, király: 1419-1437, a Szent Római Birodalom császára: 1434-1437, római király: 1410-1437, Zsigmond, magyar király: 1387-1437 (Luxemburg-ház)                    | Zsigmond 1368 – 1437, király: 1419-1437, a Szent Római Birodalom császára: 1434-1437, római király: 1410-1437, Zsigmond, magyar király: 1387-1437 (Luxemburg-ház)                    |                                                  |                                                  |                                                                 |                                                                 |                                                                 |                                                                 |                                                                 |                                                                 |  |  |                                                        |                                                        |                                                        |                                                        |                                                        |                                                        |  |  |                                                    |                                                    |                                                    |                                                    |                                                    |                                                    |  |  |  |  |  |  |  |  |  |  |  |  |  |  |  |  |  |  |  |  |  |  |  |  |  |  |  |  |  |  |  |  |  |  |
| | | | | | |                                                                                  |                                                                                  | | | | | | |                                                              |                                                              | | | | | | |                                                    |                                                    | IV. Vencel 1361 – 1419, király: 1378-1419, Vencel, római király: 1376-1400 (trónfosztva), (Luxemburg-ház)                                                                                    | IV. Vencel 1361 – 1419, király: 1378-1419, Vencel, római király: 1376-1400 (trónfosztva), (Luxemburg-ház)                                                                                    | IV. Vencel 1361 – 1419, király: 1378-1419, Vencel, római király: 1376-1400 (trónfosztva), (Luxemburg-ház)                                                                                    | IV. Vencel 1361 – 1419, király: 1378-1419, Vencel, római király: 1376-1400 (trónfosztva), (Luxemburg-ház)                                                                                    | IV. Vencel 1361 – 1419, király: 1378-1419, Vencel, római király: 1376-1400 (trónfosztva), (Luxemburg-ház)                                                                                    | IV. Vencel 1361 – 1419, király: 1378-1419, Vencel, római király: 1376-1400 (trónfosztva), (Luxemburg-ház)                                                                                    |                                                                        |                                                                        | Zsigmond 1368 – 1437, király: 1419-1437, a Szent Római Birodalom császára: 1434-1437, római király: 1410-1437, Zsigmond, magyar király: 1387-1437 (Luxemburg-ház)                    | Zsigmond 1368 – 1437, király: 1419-1437, a Szent Római Birodalom császára: 1434-1437, római király: 1410-1437, Zsigmond, magyar király: 1387-1437 (Luxemburg-ház)                    | Zsigmond 1368 – 1437, király: 1419-1437, a Szent Római Birodalom császára: 1434-1437, római király: 1410-1437, Zsigmond, magyar király: 1387-1437 (Luxemburg-ház)                    | Zsigmond 1368 – 1437, király: 1419-1437, a Szent Római Birodalom császára: 1434-1437, római király: 1410-1437, Zsigmond, magyar király: 1387-1437 (Luxemburg-ház)                    | Zsigmond 1368 – 1437, király: 1419-1437, a Szent Római Birodalom császára: 1434-1437, római király: 1410-1437, Zsigmond, magyar király: 1387-1437 (Luxemburg-ház)                    | Zsigmond 1368 – 1437, király: 1419-1437, a Szent Római Birodalom császára: 1434-1437, római király: 1410-1437, Zsigmond, magyar király: 1387-1437 (Luxemburg-ház)                    |                                                  |                                                  |                                                                 |                                                                 |                                                                 |                                                                 |                                                                 |                                                                 |  |  |                                                        |                                                        |                                                        |                                                        |                                                        |                                                        |  |  |                                                    |                                                    |                                                    |                                                    |                                                    |                                                    |  |  |  |  |  |  |  |  |  |  |  |  |  |  |  |  |  |  |  |  |  |  |  |  |  |  |  |  |  |  |  |  |  |  |
| | | | | | |                                                                                  |                                                                                  | | | | | | |                                                              |                                                              | | | | | | |                                                    |                                                    | Habsburg Albert 1397 – 1439, király: 1437-1439, II. Albert, római király: 1438-1439, Albert, magyar király: 1437-1439, V. Albert, Ausztria (Alsó-Ausztria) hercege: 1404-1439 (Habsburg-ház) | Habsburg Albert 1397 – 1439, király: 1437-1439, II. Albert, római király: 1438-1439, Albert, magyar király: 1437-1439, V. Albert, Ausztria (Alsó-Ausztria) hercege: 1404-1439 (Habsburg-ház) | Habsburg Albert 1397 – 1439, király: 1437-1439, II. Albert, római király: 1438-1439, Albert, magyar király: 1437-1439, V. Albert, Ausztria (Alsó-Ausztria) hercege: 1404-1439 (Habsburg-ház) | Habsburg Albert 1397 – 1439, király: 1437-1439, II. Albert, római király: 1438-1439, Albert, magyar király: 1437-1439, V. Albert, Ausztria (Alsó-Ausztria) hercege: 1404-1439 (Habsburg-ház) | Habsburg Albert 1397 – 1439, király: 1437-1439, II. Albert, római király: 1438-1439, Albert, magyar király: 1437-1439, V. Albert, Ausztria (Alsó-Ausztria) hercege: 1404-1439 (Habsburg-ház) | Habsburg Albert 1397 – 1439, király: 1437-1439, II. Albert, római király: 1438-1439, Albert, magyar király: 1437-1439, V. Albert, Ausztria (Alsó-Ausztria) hercege: 1404-1439 (Habsburg-ház) |                                                                        |                                                                        | Erzsébet 1409 – 1442, királyné (Luxemburg-ház) | Erzsébet 1409 – 1442, királyné (Luxemburg-ház) | Erzsébet 1409 – 1442, királyné (Luxemburg-ház) | Erzsébet 1409 – 1442, királyné (Luxemburg-ház) | Erzsébet 1409 – 1442, királyné (Luxemburg-ház) | Erzsébet 1409 – 1442, királyné (Luxemburg-ház) |                                                  |                                                  |                                                                 |                                                                 |                                                                 |                                                                 |                                                                 |                                                                 |  |  |                                                        |                                                        |                                                        |                                                        |                                                        |                                                        |  |  |                                                    |                                                    |                                                    |                                                    |                                                    |                                                    |  |  |  |  |  |  |  |  |  |  |  |  |  |  |  |  |  |  |  |  |  |  |  |  |  |  |  |  |  |  |  |  |  |  |
| | | | | | |                                                                                  |                                                                                  | | | | | | |                                                              |                                                              | | | | | | |                                                    |                                                    | Habsburg Albert 1397 – 1439, király: 1437-1439, II. Albert, római király: 1438-1439, Albert, magyar király: 1437-1439, V. Albert, Ausztria (Alsó-Ausztria) hercege: 1404-1439 (Habsburg-ház) | Habsburg Albert 1397 – 1439, király: 1437-1439, II. Albert, római király: 1438-1439, Albert, magyar király: 1437-1439, V. Albert, Ausztria (Alsó-Ausztria) hercege: 1404-1439 (Habsburg-ház) | Habsburg Albert 1397 – 1439, király: 1437-1439, II. Albert, római király: 1438-1439, Albert, magyar király: 1437-1439, V. Albert, Ausztria (Alsó-Ausztria) hercege: 1404-1439 (Habsburg-ház) | Habsburg Albert 1397 – 1439, király: 1437-1439, II. Albert, római király: 1438-1439, Albert, magyar király: 1437-1439, V. Albert, Ausztria (Alsó-Ausztria) hercege: 1404-1439 (Habsburg-ház) | Habsburg Albert 1397 – 1439, király: 1437-1439, II. Albert, római király: 1438-1439, Albert, magyar király: 1437-1439, V. Albert, Ausztria (Alsó-Ausztria) hercege: 1404-1439 (Habsburg-ház) | Habsburg Albert 1397 – 1439, király: 1437-1439, II. Albert, római király: 1438-1439, Albert, magyar király: 1437-1439, V. Albert, Ausztria (Alsó-Ausztria) hercege: 1404-1439 (Habsburg-ház) |                                                                        |                                                                        | Erzsébet 1409 – 1442, királyné (Luxemburg-ház) | Erzsébet 1409 – 1442, királyné (Luxemburg-ház) | Erzsébet 1409 – 1442, királyné (Luxemburg-ház) | Erzsébet 1409 – 1442, királyné (Luxemburg-ház) | Erzsébet 1409 – 1442, királyné (Luxemburg-ház) | Erzsébet 1409 – 1442, királyné (Luxemburg-ház) |                                                  |                                                  |                                                                 |                                                                 |                                                                 |                                                                 |                                                                 |                                                                 |  |  |                                                        |                                                        |                                                        |                                                        |                                                        |                                                        |  |  |                                                    |                                                    |                                                    |                                                    |                                                    |                                                    |  |  |  |  |  |  |  |  |  |  |  |  |  |  |  |  |  |  |  |  |  |  |  |  |  |  |  |  |  |  |  |  |  |  |
| | | | | | |                                                                                  |                                                                                  | | | | | | |                                                              |                                                              | | | | | | |                                                    |                                                    | | | | | | |                                                                        |                                                                        | | | | | | |                                                  |                                                  |                                                                 |                                                                 |                                                                 |                                                                 |                                                                 |                                                                 |  |  |                                                        |                                                        |                                                        |                                                        |                                                        |                                                        |  |  |                                                    |                                                    |                                                    |                                                    |                                                    |                                                    |  |  |  |  |  |  |  |  |  |  |  |  |  |  |  |  |  |  |  |  |  |  |  |  |  |  |  |  |  |  |  |  |  |  |
| | | | | | |                                                                                  |                                                                                  | | | | | | |                                                              |                                                              | | | | | | |                                                    |                                                    | | | | | | |                                                                        |                                                                        | | | | | | |                                                  |                                                  |                                                                 |                                                                 |                                                                 |                                                                 |                                                                 |                                                                 |  |  |                                                        |                                                        |                                                        |                                                        |                                                        |                                                        |  |  |                                                    |                                                    |                                                    |                                                    |                                                    |                                                    |  |  |  |  |  |  |  |  |  |  |  |  |  |  |  |  |  |  |  |  |  |  |  |  |  |  |  |  |  |  |  |  |  |  |
| | | | | | |                                                                                  |                                                                                  | Poděbrad György (Jiři z Kunštátu a Poděbrad) 1420 – 1471, király: 1458-1471                                     | Poděbrad György (Jiři z Kunštátu a Poděbrad) 1420 – 1471, király: 1458-1471                                     | Poděbrad György (Jiři z Kunštátu a Poděbrad) 1420 – 1471, király: 1458-1471                                     | Poděbrad György (Jiři z Kunštátu a Poděbrad) 1420 – 1471, király: 1458-1471                                     | Poděbrad György (Jiři z Kunštátu a Poděbrad) 1420 – 1471, király: 1458-1471                                     | Poděbrad György (Jiři z Kunštátu a Poděbrad) 1420 – 1471, király: 1458-1471                                     |                                                              |                                                              | III. (Szász) Vilmos 1425 – 1482, türingiai tartománygróf (Wettin-ház) | III. (Szász) Vilmos 1425 – 1482, türingiai tartománygróf (Wettin-ház) | III. (Szász) Vilmos 1425 – 1482, türingiai tartománygróf (Wettin-ház) | III. (Szász) Vilmos 1425 – 1482, türingiai tartománygróf (Wettin-ház) | III. (Szász) Vilmos 1425 – 1482, türingiai tartománygróf (Wettin-ház) | III. (Szász) Vilmos 1425 – 1482, türingiai tartománygróf (Wettin-ház) |                                                    |                                                    | Anna 1432 – 1462, hercegné (Habsburg-ház) | Anna 1432 – 1462, hercegné (Habsburg-ház) | Anna 1432 – 1462, hercegné (Habsburg-ház) | Anna 1432 – 1462, hercegné (Habsburg-ház) | Anna 1432 – 1462, hercegné (Habsburg-ház) | Anna 1432 – 1462, hercegné (Habsburg-ház) |                                                                        |                                                                        | Utószülött László 1440 – 1457, király: 1440/1453-1457, V. László, magyar király: 1444-1457, László, Ausztria (Alsó-Ausztria) hercege: 1440-1453, főhercege: 1453-1457 (Habsburg-ház) | Utószülött László 1440 – 1457, király: 1440/1453-1457, V. László, magyar király: 1444-1457, László, Ausztria (Alsó-Ausztria) hercege: 1440-1453, főhercege: 1453-1457 (Habsburg-ház) | Utószülött László 1440 – 1457, király: 1440/1453-1457, V. László, magyar király: 1444-1457, László, Ausztria (Alsó-Ausztria) hercege: 1440-1453, főhercege: 1453-1457 (Habsburg-ház) | Utószülött László 1440 – 1457, király: 1440/1453-1457, V. László, magyar király: 1444-1457, László, Ausztria (Alsó-Ausztria) hercege: 1440-1453, főhercege: 1453-1457 (Habsburg-ház) | Utószülött László 1440 – 1457, király: 1440/1453-1457, V. László, magyar király: 1444-1457, László, Ausztria (Alsó-Ausztria) hercege: 1440-1453, főhercege: 1453-1457 (Habsburg-ház) | Utószülött László 1440 – 1457, király: 1440/1453-1457, V. László, magyar király: 1444-1457, László, Ausztria (Alsó-Ausztria) hercege: 1440-1453, főhercege: 1453-1457 (Habsburg-ház) |                                                  |                                                  |                                                                 |                                                                 |                                                                 |                                                                 |                                                                 |                                                                 |  |  |                                                        |                                                        |                                                        |                                                        |                                                        |                                                        |  |  |                                                    |                                                    |                                                    |                                                    |                                                    |                                                    |  |  |  |  |  |  |  |  |  |  |  |  |  |  |  |  |  |  |  |  |  |  |  |  |  |  |  |  |  |  |  |  |  |  |
| | | | | | |                                                                                  |                                                                                  | Poděbrad György (Jiři z Kunštátu a Poděbrad) 1420 – 1471, király: 1458-1471                                     | Poděbrad György (Jiři z Kunštátu a Poděbrad) 1420 – 1471, király: 1458-1471                                     | Poděbrad György (Jiři z Kunštátu a Poděbrad) 1420 – 1471, király: 1458-1471                                     | Poděbrad György (Jiři z Kunštátu a Poděbrad) 1420 – 1471, király: 1458-1471                                     | Poděbrad György (Jiři z Kunštátu a Poděbrad) 1420 – 1471, király: 1458-1471                                     | Poděbrad György (Jiři z Kunštátu a Poděbrad) 1420 – 1471, király: 1458-1471                                     |                                                              |                                                              | III. (Szász) Vilmos 1425 – 1482, türingiai tartománygróf (Wettin-ház) | III. (Szász) Vilmos 1425 – 1482, türingiai tartománygróf (Wettin-ház) | III. (Szász) Vilmos 1425 – 1482, türingiai tartománygróf (Wettin-ház) | III. (Szász) Vilmos 1425 – 1482, türingiai tartománygróf (Wettin-ház) | III. (Szász) Vilmos 1425 – 1482, türingiai tartománygróf (Wettin-ház) | III. (Szász) Vilmos 1425 – 1482, türingiai tartománygróf (Wettin-ház) |                                                    |                                                    | Anna 1432 – 1462, hercegné (Habsburg-ház) | Anna 1432 – 1462, hercegné (Habsburg-ház) | Anna 1432 – 1462, hercegné (Habsburg-ház) | Anna 1432 – 1462, hercegné (Habsburg-ház) | Anna 1432 – 1462, hercegné (Habsburg-ház) | Anna 1432 – 1462, hercegné (Habsburg-ház) |                                                                        |                                                                        | Utószülött László 1440 – 1457, király: 1440/1453-1457, V. László, magyar király: 1444-1457, László, Ausztria (Alsó-Ausztria) hercege: 1440-1453, főhercege: 1453-1457 (Habsburg-ház) | Utószülött László 1440 – 1457, király: 1440/1453-1457, V. László, magyar király: 1444-1457, László, Ausztria (Alsó-Ausztria) hercege: 1440-1453, főhercege: 1453-1457 (Habsburg-ház) | Utószülött László 1440 – 1457, király: 1440/1453-1457, V. László, magyar király: 1444-1457, László, Ausztria (Alsó-Ausztria) hercege: 1440-1453, főhercege: 1453-1457 (Habsburg-ház) | Utószülött László 1440 – 1457, király: 1440/1453-1457, V. László, magyar király: 1444-1457, László, Ausztria (Alsó-Ausztria) hercege: 1440-1453, főhercege: 1453-1457 (Habsburg-ház) | Utószülött László 1440 – 1457, király: 1440/1453-1457, V. László, magyar király: 1444-1457, László, Ausztria (Alsó-Ausztria) hercege: 1440-1453, főhercege: 1453-1457 (Habsburg-ház) | Utószülött László 1440 – 1457, király: 1440/1453-1457, V. László, magyar király: 1444-1457, László, Ausztria (Alsó-Ausztria) hercege: 1440-1453, főhercege: 1453-1457 (Habsburg-ház) |                                                  |                                                  |                                                                 |                                                                 |                                                                 |                                                                 |                                                                 |                                                                 |  |  |                                                        |                                                        |                                                        |                                                        |                                                        |                                                        |  |  |                                                    |                                                    |                                                    |                                                    |                                                    |                                                    |  |  |  |  |  |  |  |  |  |  |  |  |  |  |  |  |  |  |  |  |  |  |  |  |  |  |  |  |  |  |  |  |  |  |
| | | | | | |                                                                                  |                                                                                  | | | | | | |                                                              |                                                              | | | | | | |                                                    |                                                    | | | | | | |                                                                        |                                                                        | | | | | | |                                                  |                                                  |                                                                 |                                                                 |                                                                 |                                                                 |                                                                 |                                                                 |  |  |                                                        |                                                        |                                                        |                                                        |                                                        |                                                        |  |  |                                                    |                                                    |                                                    |                                                    |                                                    |                                                    |  |  |  |  |  |  |  |  |  |  |  |  |  |  |  |  |  |  |  |  |  |  |  |  |  |  |  |  |  |  |  |  |  |  |
| | | | | | |                                                                                  |                                                                                  | Poděbrady Henrik (Poděbrady Hynek / Jindřich (Hynek) Minsterberský) 1452 – 1492, herceg                         | Poděbrady Henrik (Poděbrady Hynek / Jindřich (Hynek) Minsterberský) 1452 – 1492, herceg                         | Poděbrady Henrik (Poděbrady Hynek / Jindřich (Hynek) Minsterberský) 1452 – 1492, herceg                         | Poděbrady Henrik (Poděbrady Hynek / Jindřich (Hynek) Minsterberský) 1452 – 1492, herceg                         | Poděbrady Henrik (Poděbrady Hynek / Jindřich (Hynek) Minsterberský) 1452 – 1492, herceg                         | Poděbrady Henrik (Poděbrady Hynek / Jindřich (Hynek) Minsterberský) 1452 – 1492, herceg                         |                                                              |                                                              | | | | | (Szász) Katalin 1453 – 1534, hercegné (Wettin-ház) | (Szász) Katalin 1453 – 1534, hercegné (Wettin-ház) | (Szász) Katalin 1453 – 1534, hercegné (Wettin-ház) | (Szász) Katalin 1453 – 1534, hercegné (Wettin-ház) | (Szász) Katalin 1453 – 1534, hercegné (Wettin-ház) | (Szász) Katalin 1453 – 1534, hercegné (Wettin-ház) | | | | |                                                                        |                                                                        | | | | | | |                                                  |                                                  |                                                                 |                                                                 |                                                                 |                                                                 |                                                                 |                                                                 |  |  |                                                        |                                                        |                                                        |                                                        |                                                        |                                                        |  |  |                                                    |                                                    |                                                    |                                                    |                                                    |                                                    |  |  |  |  |  |  |  |  |  |  |  |  |  |  |  |  |  |  |  |  |  |  |  |  |  |  |  |  |  |  |  |  |  |  |
| | | | | | |                                                                                  |                                                                                  | Poděbrady Henrik (Poděbrady Hynek / Jindřich (Hynek) Minsterberský) 1452 – 1492, herceg                         | Poděbrady Henrik (Poděbrady Hynek / Jindřich (Hynek) Minsterberský) 1452 – 1492, herceg                         | Poděbrady Henrik (Poděbrady Hynek / Jindřich (Hynek) Minsterberský) 1452 – 1492, herceg                         | Poděbrady Henrik (Poděbrady Hynek / Jindřich (Hynek) Minsterberský) 1452 – 1492, herceg                         | Poděbrady Henrik (Poděbrady Hynek / Jindřich (Hynek) Minsterberský) 1452 – 1492, herceg                         | Poděbrady Henrik (Poděbrady Hynek / Jindřich (Hynek) Minsterberský) 1452 – 1492, herceg                         |                                                              |                                                              | | | | | (Szász) Katalin 1453 – 1534, hercegné (Wettin-ház) | (Szász) Katalin 1453 – 1534, hercegné (Wettin-ház) | (Szász) Katalin 1453 – 1534, hercegné (Wettin-ház) | (Szász) Katalin 1453 – 1534, hercegné (Wettin-ház) | (Szász) Katalin 1453 – 1534, hercegné (Wettin-ház) | (Szász) Katalin 1453 – 1534, hercegné (Wettin-ház) | | | | |                                                                        |                                                                        | | | | | | |                                                  |                                                  |                                                                 |                                                                 |                                                                 |                                                                 |                                                                 |                                                                 |  |  |                                                        |                                                        |                                                        |                                                        |                                                        |                                                        |  |  |                                                    |                                                    |                                                    |                                                    |                                                    |                                                    |  |  |  |  |  |  |  |  |  |  |  |  |  |  |  |  |  |  |  |  |  |  |  |  |  |  |  |  |  |  |  |  |  |  |